# Molí de l'Andreu
El Molí de l'Andreu és una obra de Pontils (Conca de Barberà) inclosa a l'Inventari del Patrimoni Arquitectònic de Catalunya.

## Descripció
Molí fariner totalment derruït envoltat de vegetació, situat al peu del camí Vell que va de Santa Perpètua a Seguer, dins de la propietat de l'Andreu. Només es conserva una nau de volta apuntada, que es troba parcialment ensorrada. Els elements de construcció conservats estan elaborats a base de carreus ben escairats i homogenis.

## Història
Es troba al peu del camí Vell que va de Santa Perpètua a Seguer i dins de la propietat de l'Andreu. Era de dimensions molt petites.